# Celeus flavescens
Celeus flavescens là một loài chim trong họ Picidae.